# نیکوشور بانکو
نیکوشور بانکو (انگلیسی: Nicușor Bancu؛ زادهٔ ۱۸ سپتامبر ۱۹۹۲) بازیکن فوتبال اهل رومانی است.
از باشگاه‌هایی که در آن بازی کرده‌است می‌توان به باشگاه ورزشی یونیورسیتاتئا کرایووا اشاره کرد.
وی همچنین در تیم ملی فوتبال رومانی بازی کرده‌است.